# Dryopteris panda
Dryopteris panda är en träjonväxtart som först beskrevs av C. B. Cl., och fick sitt nu gällande namn av Carl Frederik Albert Christensen. Dryopteris panda ingår i släktet Dryopteris och familjen Dryopteridaceae. Inga underarter finns listade.